# Pectinaria auricoma
Pectinaria auricoma är en ringmaskart som först beskrevs av Otto Friedrich Müller 1776.  Pectinaria auricoma ingår i släktet Pectinaria och familjen Pectinariidae. Arten är reproducerande i Sverige. Inga underarter finns listade i Catalogue of Life.